# Вперёд, Италия
«Вперёд, Италия» (итал. «Forza Italia») — крупнейшая правая партия Италии (около 400 тыс. членов в 2006 году). Основана в 1994 году. Лидер — Сильвио Берлускони. Ведущая партия коалиций «Полюс свобод» и «Дом свобод».
На выборах 2006 года в нижнюю палату парламента получила 23,7 % голосов и 140 мест из 630, на выборах Сената 23,6 % голосов и 79 мест из 315, уйдя в оппозицию.
В 2008 году объединилась с Национальным альянсом, создав партию «Народ свободы».

## Краткое пребывание у власти (1994—1995)
Спустя несколько месяцев после своего создания «Вперёд, Италия» пришла к власти в результате национальных выборов 1994 года, возглавив политическую коалицию, названную Полюсом свобод (итал. Polo delle Libertà), куда вошли Лига Севера, Национальный альянс, Христианско-демократический центр и Союз центра.
Сильвио Берлускони был приведён к присяге в мае 1994 года как премьер-министр правительства Италии, в котором самые важные посты в кабинете были распределены между представителями «Вперёд, Италия»: Антонио Мартино стал министром иностранных дел, Чезаре Превити — министром обороны, Альфредо Бионди — министром юстиции и Джулио Тремонти (в то время независимый член парламента) — министром финансов.